# Hydroptila lloganae
Hydroptila lloganae är en nattsländeart som beskrevs av Blickle 1961. Hydroptila lloganae ingår i släktet Hydroptila och familjen smånattsländor. Inga underarter finns listade i Catalogue of Life.